# Бадино
Бадино е село в Западна България. То се намира в община Бобошево, област Кюстендил.

## География
Село Бадино е едно от малките села в България. То се намира на близо 20 км от град Дупница и на 60.075 км от град София, в югозападна България. Колкото до селото то е с голям център, с много хубава панорама към планината, чист въздух и спокойно място за почивка.
Село Бадино в полите на Рила е разположено във формата на кръст. Основано е преди около 800 години. През 1378 г. цар Иван Шишман с Рилската грамота дарява селото на Рилски манастир за феодално владение. То е такова до падането на България под турско робство в 1396 г. Има писание, че златното съкровище на царя е закопано в Бадино. Иманяри продължават да копаят около селото и параклисите, но съкровище не е открито, споделя местният жител Панайот Панайотов във в.“Трета възраст“.Семейство Яне и Стефана Бадински от селото даряват 13 кила златни монети и 6 кила сребърни за възстановяване на Рилския манастир след опожаряването му на 13 януари 1833 г. На Яне и Стефана в голямата черква на манастира е съграден параклис.Строителството на храма „Свети Димитър“ е започнало през 1881 г., а посоченото място не е никак случайно – то е в средата на кръста (селото). Черквата е дървена, двуетажна, трикорабна, с балкон за черковния хор. По-късно към нейната външна западна стена е построена трапезария, в която се хранели безплатно на обед учениците, а сградата на училището е до черквата.

## Население
Численост и дял на етническите групи според преброяването на населението през 2011 г.:
|                     | Численост | Дял (в %) |
| Общо                | 30        | 100,00    |
| Българи             | 30        | 100,00    |
| Турци               | 0         | 0,00      |
| Цигани              | 0         | 0,00      |
| Други               | 0         | 0,00      |
| Не се самоопределят | 0         | 0,00      |
| Неотговорили        | 0         | 0,00      |